# 링컨 매킬래비
링컨 폴 매킬래비(영어: Lincoln Paul McIlravy, 1974년 7월 17일~)는 미국의 전직 레슬링 선수이다. 2000년 하계 올림픽 자유형 라이트급 동메달을 획득했으며 세계 레슬링 선수권 대회에서 은메달 1개, 동메달 1개를 획득했다.